# チャイルド社
株式会社チャイルド社（ちゃいるどしゃ）は、保育教材、チャイルド本社のチャイルドブックなどを販売する総合保育企業である。本社を東京都杉並区におき、代表取締役社長は柴田豊幸がつとめる日本の企業である。

## 事業内容
- チャイルドブック、保育用教材・教具一式販売
- 園児服・職員服・学生服・事務服・マーチングユニフォーム等製造、卸、販売
- 幼稚園・保育園・福祉施設専用コンピュータの企画、製造、販売、保守
- 園舎の設計、施工、園児送迎用バスの設計・販売
- 遊園地設計、施工、その他
- 介護用品及び機器の仕入・販売
- 園児向け食材・食育教材の販売
- 幼児教室